# Fertilizer Corporation of India Township
Fertilizer Corporation of India Township là một thị trấn thống kê (census town) của quận Anugul thuộc bang Orissa, Ấn Độ.

## Nhân khẩu
Theo điều tra dân số năm 2001 của Ấn Độ, Fertilizer Corporation of India Township có dân số 7059 người. Phái nam chiếm 53% tổng số dân và phái nữ chiếm 47%. Fertilizer Corporation of India Township có tỷ lệ 91% biết đọc biết viết, cao hơn tỷ lệ trung bình toàn quốc là 59,5%: tỷ lệ cho phái nam là 93%, và tỷ lệ cho phái nữ là 89%. Tại Fertilizer Corporation of India Township, 6% dân số nhỏ hơn 6 tuổi.